# Carlo Legrottaglie
Carlo Legrottaglie (Ostuni, 5 luglio 1965 – Francavilla Fontana, 12 giugno 2025) è stato un militare italiano, brigadiere capo dell'Arma dei Carabinieri.

## Biografia
Entrato nell'Arma da giovane, prestò servizio in diverse sedi, tra cui Fasano; nel 2016 fu infine assegnato al Nucleo Radiomobile della Compagnia di Francavilla.
Il 12 giugno 2025, in pattuglia nel suo ultimo turno di servizio, intervenne per bloccare due rapinatori a bordo di una Lancia Ypsilon nella zona industriale di Francavilla. Dopo uno speronamento, i rapinatori fuggirono a piedi: nel tentativo di inseguirli, Legrottaglie fu raggiunto da un colpo di pistola e morì alle prime luci dell'alba. Aveva poche ore o giorni di licenza prima della pensione, prevista per il 5 luglio 2025.